# دارکوب سبز شمال آفریقا
دارکوب سبز شمال آفریقا یا دارکوب سبز لُویلانت (نام علمی: Picus vaillantii)، یک عضو آفریقایی بزرگ از تیرهٔ دارکوبان (Picidae) است.

## آرایه‌بندی
دارکوب سبز شمال آفریقا، گاهی به عنوان زیرگونه دارکوب سبز اروپایی در نظر گرفته می‌شود و یکنواخت است، یعنی هیچ زیرگونه‌ای ندارد.
این گونه به افتخار کاشف، گردآورنده و پرنده‌شناس فرانسوی، فرانسوا لُویلانت نام‌گذاری شده است.

## پراکندگی و زیستگاه
دارکوب سبز شمال آفریقا در سه کشور مغرب، مراکش، الجزایر و تونس در شمال غربی آفریقا یافت می‌شود. در جنگل‌های کوهستانی تا خط دارمرز در حدود ۲۰۰۰ متر زادآوری می‌کند.